# جون أندرسون (لاعب كرة قدم مواليد 1995)
جون أندرسون (بالسويدية: Johan Andersson)‏ هو لاعب كرة قدم سويدي، ولد في 7 مايو 1995 في Värnamo ‏ في السويد. لعب مع نادي فارنامو.

## وصلات خارجية
- يوحنا أندرسون على موقع اتحاد السويد (السويدية)
- يوحنا أندرسون على موقع قاعدة بيانات كرة القدم.إي يو (الإنجليزية)
- يوحنا أندرسون على موقع Soccerway.com (الإنجليزية)